# Table des caractères Unicode/UDC00
Cette page contient des caractères spéciaux ou non latins. S’ils s’affichent mal (▯, ?, etc.), consultez la page d’aide Unicode.
Points de code U+DC00 à U+DFFF.

## Demi-zone basse d’indirection(Unicode 2.0)
La plage U+DC00 à U+DFFF ne contient aucun caractère : ces valeurs sont réservées pour les demi-codets nécessaires au codage basés sur UTF-16 des points de codes des 16 plans supplémentaires). Ces demi-codets s’utilisent par paire : un demi-codet de cette demi-zone basse après un autre demi-codet de la demi-zone haute d’indirection :
- U+DC00 à U+DFFD : demi-codets bas d’indirection, utilisés en UTF-16 pour des points de code affectés aux caractères valides ou réservés des plans supplémentaires assignés, réservés ou à usage privé.
- U+DFFE et U+DFFF : demi-codets bas d’indirection. Ceux-ci peuvent être non valides dans des textes standards s’ils sont utilisés en UTF-16 pour la représentation de points de code assignés aux non-caractères en fin de chaque plan, lorsque le demi-codet haut est l’un des 16 assignés dans la demi-zone haute pour coder le dernier quart de chaque plan supplémentaire assigné, réservé ou à usage privé ; dans ce cas, le demi-codet haut est également non valide dans des textes interopérables codés conformément aux règles de codage UTF-16.

En dehors de leur usage pour UTF-16 et autres codages similaires, tous les points de codes réservés pour les demi-codets ne sont affectés à aucun caractère valide, ce sont des non-caractères, également non valides dans des textes s'ils sont codés en UTF-8 ou UTF-32 conformément aux règles de validité et d’interopérabilité ou dans tout autre codage compatible avec Unicode mais n'utilisant pas des codets  à 16 bits significatifs. Isolément, aucun des demi-codets  hauts et bas d’indirection n'a de signification, ni de nom, ni de représentations définies pour leur usage dans des textes conformes, cependant des applications peuvent en faire un usage privé ou interne pour coder autre chose que seulement du texte codé en UTF-16.

### Table des caractères
| en fr             | 0         | 1         | 2         | 3         | 4         | 5         | 6         | 7         | 8         | 9         | A         | B         | C         | D         | E          | F          |
| ----------------- | --------- | --------- | --------- | --------- | --------- | --------- | --------- | --------- | --------- | --------- | --------- | --------- | --------- | --------- | ---------- | ---------- |
| U+DC00            | ... + 000 | ... + 001 | ... + 002 | ... + 003 | ... + 004 | ... + 005 | ... + 006 | ... + 007 | ... + 008 | ... + 009 | ... + 00A | ... + 00B | ... + 00C | ... + 00D | ... + 00E  | ... + 00F  |
| U+DC10            | ... + 010 | ... + 011 | ... + 012 | ... + 013 | ... + 014 | ... + 015 | ... + 016 | ... + 017 | ... + 018 | ... + 019 | ... + 01A | ... + 01B | ... + 01C | ... + 01D | ... + 01E  | ... + 01F  |
| U+DC20 ... U+DFD0 | ...       | ...       | ...       | ...       | ...       | ...       | ...       | ...       | ...       | ...       | ...       | ...       | ...       | ...       | ...        | ...        |
| U+DFE0            | ... + 3E0 | ... + 3E1 | ... + 3E2 | ... + 3E3 | ... + 3E4 | ... + 3E5 | ... + 3E6 | ... + 3E7 | ... + 3E8 | ... + 3E9 | ... + 3EA | ... + 3EB | ... + 3EC | ... + 3ED | ... + 3EE  | ... + 3EF  |
| U+DFF0            | ... + 3F0 | ... + 3F1 | ... + 3F2 | ... + 3F3 | ... + 3F4 | ... + 3F5 | ... + 3F6 | ... + 3F7 | ... + 3F8 | ... + 3F9 | ... + 3FA | ... + 3FB | ... + 3FC | ... + 3FD | ... + 3FE* | ... + 3FF* |